# Pokróvskoie (Mordòvia)
|  | Per a altres significats, vegeu «Pokróvskoie». |

Pokróvskoie (en rus: Покровское) és un poble de la República de Mordòvia, a Rússia, segons el cens del 2001 tenia 162 habitants, pertany al municipi d'Atiàixevo.